# Parapercis lata
Parapercis lata är en fiskart som beskrevs av Randall och Mccosker 2002. Parapercis lata ingår i släktet Parapercis och familjen Pinguipedidae. Inga underarter finns listade i Catalogue of Life.